# Ceragenia leprieurii
Ceragenia leprieurii är en skalbaggsart som beskrevs av Buquet in Guérin-Méneville 1844. Ceragenia leprieurii ingår i släktet Ceragenia och familjen långhorningar.
Artens utbredningsområde är:
- Panama.
- Surinam.

Inga underarter finns listade.